# Volksbank Saar-West
Die Volksbank Saar-West eG war eine Genossenschaftsbank mit Sitz in Saarlouis im Saarland. Mit einer Bilanzsumme von rund 475 Mio. EUR gehörte sie zu den größten Volksbanken des Saarlandes. Im Dezember 2013 beschäftigte sie rund 141 Mitarbeiter, darunter 20 Auszubildende und 8 Praktikanten.

## Geschichte
Am 4. Januar 1928 war die Gründung als Saarländische Beamtenbank eGmbH in Saarbrücken. Initiator war der Vorstand des Beamtenbundes des Saargebietes. 
Die besondere Struktur der Beamtenbanken verwischt sich ab ca. 1960. Ein auf die ursprüngliche Funktion einer Beamtenbank beschränktes Institut hatte auch im Saarland keine ausreichende Geschäftsgrundlage mehr, weshalb eine Neuorientierung und Ausweitung eingeleitet wurde. 1967 erfolgte die Fusion mit der Ensdorfer Volksbank zur volksbank + beamtenbank saar und danach 1968 die Fusion mit der Volksbank Schwalbach-Hülzweiler. Letztere war erst 1967 aus dem Zusammenschluss der Volksbank Schwalbach-Griesborn mit der Raiffeisenkasse Hülzweiler hervorgegangen. 1969 firmierte das Institut in volksbank saar um, 1973 dann in volksbank saar-west. 1977 eröffnete die Hauptstelle Saarlouis, Kaiser-Friedrich-Ring 9. Es folgten 1987 die Fusion mit der Volksbank Felsberg und 1997 die Fusion mit der Volksbank Püttlingen. Neue Schreibweise des Namens wurde Volksbank Saar-West. 2001 begann unter neuer Geschäftsleitung eine Umstrukturierungsphase, die bis 2006 andauerte. 2009 wurde die neue Geschäftsstelle in Saarlouis, Großer Markt, eröffnet und 2011 die Geschäftsstelle in Saarbrücken, Reichsstraße, gegenüber der Europa-Galerie.
Die Volksbank Saar-West war zuletzt an 11 Standorten im Saarland mit Beratungscentern und Geschäftsstellen vertreten, außerdem gab es 5 SB-Center. Sie zählte zu den vier größten Genossenschaftsbanken im Saarland.
Im Jahr 2014 erfolgte die Fusion mit der Volksbank Saarlouis eG zur Volksbank Westliche Saar plus eG.